# 이재홍 (뮤지컬 배우)
이재홍(1982년 12월 22일 ~)은 대한민국의 뮤지컬 배우이자 안무가이다.

## 공연
- 2015년 2015 대구국제뮤지컬페스티벌 - 투란도트
- 2015년 빛골 아리랑 - 광주
- 2015년 바람처럼 불꽃처럼

## 학력
- 2005 ~ 2008 국민대학교 종합예술대학원 댄스씨어터, 현대무용 (졸업)
- 2001 ~ 2005 국민대학교 무용학과 (졸업)

## 경력
- 곡란초등학교 (댄스강사)
- 생금초등학교 (강사)
- 시흥월곶초등학교 (무용강사)
- 삼성레포츠센터 (댄스강사)

## 수상
- 2008 제14회 한국뮤지컬대상 앙상블상
- 2002 제2회 전국무용콩쿠르 일반부 금상
- 2001 제10회 전국무용제 은상